# Bob l'éponge : Bulle en Atlantide
Bob l'éponge : Bulle en Atlantide (SpongeBob's Atlantis SquarePantis) est un jeu vidéo d'action-aventure développé par Blitz Games et édité par THQ, sorti en 2007 sur Wii, PlayStation 2, Game Boy Advance et Nintendo DS.
Il est basé sur l'épisode 12 de la saison 5 de la série animée Bob l'éponge intitulé en français L'Amulette d'Atlantis.

## Accueil
- IGN : 5,1/10 (PS2)[1] - 5,3/10 (Wii)[2] - 6/10 (DS)[3]